# Новоузенск
Новоузе́нск (до 1835 года — Чертанла, в XIX веке — Новый Узень) — город (с 1835 года) в России, административный центр Новоузенского района Саратовской области. Является самым южным городом в регионе. Население — 15 000 жителей (2024 г.)

## Этимология
Первоначальное название поселения Чертанла, получено от одноимённой реки, и переводится с тюркских языков как «щучья». В 1835 году деревня была преобразована в город под наименованием Новый Узень, это название образовано от реки Узень, гидроним же на тюркских языках означает «река». В процессе употребления Новый Узень превратился в Новоузенск.

## География
Расположен на левом берегу реки Большой Узень, при впадении в неё реки Чертанлы, в 202 км к юго-востоку от Саратова, в 20 км от границы с Казахстаном. Через город проходит железнодорожная линия Приволжской железной дороги Красный Кут — Александров Гай.

## История

### Российская империя
С первой половины XVIII века в заволжские степи начали переселяться крепостные крестьяне, городская беднота, а также бежавшие от военной царской службы и принудительных повинностей.
В 1760 году при слиянии рек Большой Узень и Чертанла основана деревня Чертанла, которая впоследствии стала городом.
Для охраны этой местности от кочевников недалеко от неё возводится крепость. В самом конце XVIII века крепость упразднили, административным центром обширного Новоузенского уезда определялось село Чертанла, которое переименовывалось в город Новый Узень.
С инициативой образования нового уездного города на месте деревни Чертанла член Совета министров статского советника Константин Иванович Арсеньев обратился к министру внутренних дел Блудову. Инициатива Арсеньева получила поддержку Блудова. Ранее Арсеньев путешевствовал по Заволжью, в том числе его маршрут в 1833 году проходил путешествал через Саратовский край.
С 1835 года — город Новый Узень (в противоположность уже существовавшей крепости Узень выше по течению), позднее, Новоузенск — уездный город Новоузенского уезда Саратовской губернии.

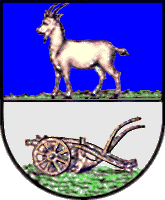
Герб Новоузенска, Самарская губерния

В 1850 году была образована Самарская губерния; город Новоузенск, раньше принадлежавший Саратовской губернии, был теперь причислен к Самарской губернии. Территория Новоузенского уезда стала равняться почти 40 тысячам квадратных километров, что по своей величине составляло более половины площади Италии. Она простиралась от границ с Уральской областью до берегов Волги. В настоящее время на этой территории расположены десять заволжских районов Саратовской области.
В 1856 году в уездном городе Новый Узень Самарской губернии насчитывалось 2 церкви, 601 дом, 35 лавок.
В 50-60-х годах XIX века быстро возрастающий приток населения из разных городов Российской империи и зарубежья способствовал образованию новых поселений. Свои новые поселки они именовали по названиям губерний, откуда прибыли, украинцы основали посёлки: Киевка, Харьковка, литовцы создали посёлок Таловка, татары — Сафаровку, русские — Куровку, Олоновку. Многонациональный состав населения увеличивался с каждым годом. Их основным занятием было хлебопашество, активно развивающееся на удивительно плодородных целинных землях. Увеличивалось количество товарного зерна, это влияло на развитие торговли в городе.
Великий русский учёный-естествоиспытатель, основатель научного почвоведения В. В. Докучаев, проезжая через Новоузенский уезд, писал: «В июле 1878 года при жаре 30-40° Новоузенские степи, особенно их южные части, представлялись мне совершенно нагими. Я решительно не хотел допускать, чтобы здесь белотурка могла давать в хороший год прекрасный урожай, а между тем это факт. Такова даровитость молодых девственных почв».
В торговой жизни города и уезда особо важную роль играли знаменитые новоузенские ярмарки, проводимые несколько раз в году. Наиболее крупной была осенняя, покровская ярмарка, с оборотом товаров на сумму около 500 тысяч рублей. На северной окраине Новоузенска задолго до открытия ярмарки строились временные магазины, лавки, лабазы, базы для скота и другие сооружения. Особенное место в торговле занимает новоузенская пшеница, которая стала основным товаром на рынке. Обозы, груженные зерном, двигались по заволжской степи к станциям и пристаням Новоузенска, Покровска (Энгельс) и Балакова. Покровскую слободу тогда называли «зерновым складским помещением России». В 1853 году здесь было 110 хлебных амбаров, и вмещали они более 2 миллионов пудов, а в Балакове емкость складских помещений достигала почти 7 миллионов пудов, его по праву тогда называли «пшеничной столицей». Из Балакова и Покровской слободы хлеб по Волге отправляли в Казань, Нижний Новгород, Рыбинск и другие города Центральной России, а также за границу. Например, за пятилетие (1857—1862) из слободы Покровской за границу было отправлено около 3 миллионов пудов.
Огромное скопление хлеба, скота и другой продукции сельского хозяйства в этом крае вызвало необходимость строительства железной дороги. В 1895 году была открыта узкоколейная дорога, которая связала слободу Покровскую с поселком Александров Гай. Дорога прошла в пяти километрах от Новоузенска. Она имела большое значение не только для развития города, но и всего уезда. К 1897 году число жителей Новоузенска увеличилось по сравнению с 1835 годом почти в 5 раз.
В конце XIX века Новоузенское земство было самым богатым в России и могло себе позволить строительство и содержание больниц, гимназий и училищ. На рубеже веков в Новоузенске открывается Народный дом, затем частный кинематограф «Иллюзион» в доме купчихи Нестеровой, издаётся местный журнал. В городе Новоузенске имеется реальное училище и женская гимназия, несколько низших школ. Также в городе был городской банк.
Крупной промышленности в Новоузенске не было. Несколько мелких кирпичных, кожевенный и спиртовой заводы, да чуть больше десятка ветряных мельниц — вот почти и все промышленные объекты. Наиболее «мощным» предприятием считалась механическая мельница, построенная частным владельцем Червовым на берегу реки Большой Узень. Сначала она работала на паровом двигателе, а затем была переведена на нефтяной.
В 1895 году в уезде было 219 различных церквей. В центре Новоузенска располагался огромный собор. А в одном из самых живописных уголков города, на его северной окраине, находился женский монастырь со своими землями, водоёмами, хозяйственными постройками и большим садом. На другом конце возвышалась мечеть для лиц мусульманского верования. Действовало в городе и ещё семь церквей и молелен. Новоузенск тогда являлся одновременно административным и культурным центром Заволжья.
Революционные события не обошли Новоузенск стороной. В мае 1917 года в городе была создана Украинская Рада Новоузенска, главой рады был избран Скляр Ф. Г., заместитель главы Кимнацкий В., казначей Бордаченко С., писарями Михайличенко Л., Пилипчук И.. Новоузенская Рада приняла решение отправить приветственное письмо главе УЦР М. Грушевскому и распространить свою деятельность на весь Новоузенский уезд, в котором проживало 80 000 украинцев. Агитацией украинского национального движения должны были заняться ученики реального училища, которые на лето уезжали в родные слободы. Также от Новоузенской Рады было избрано два делегата, которые должны были отправиться в Киев в Украинскую Центральную Раду, Кимнацкий В. и Пронь А.
В 1918 году здесь проходили ожесточённые бои.

### СССР
С 1928 года город становится центром Новоузенского района Пугачёвского округа Нижне-Волжского края (с 1936 года — в Саратовской области

#### Промышленность
В городе ранее были расположены маслодельный (не работает с 2003 года) и кирпичный завод (не работает). Также ранее в городе работала птицефабрика. Действует крупное потребительское общество «Новоузенское», которое изготовляет хлебо-булочную продукцию, кондитерские и колбасные изделия, консервы. На окраине Новоузенска расположен элеватор.

#### Культура
В Новоузенске работают музыкальная, художественная и спортивная школы. Действует районный Дом культуры.
В Новоузенске есть богатый краеведческий музей, много старинной архитектуры и памятников.

## Достопримечательности

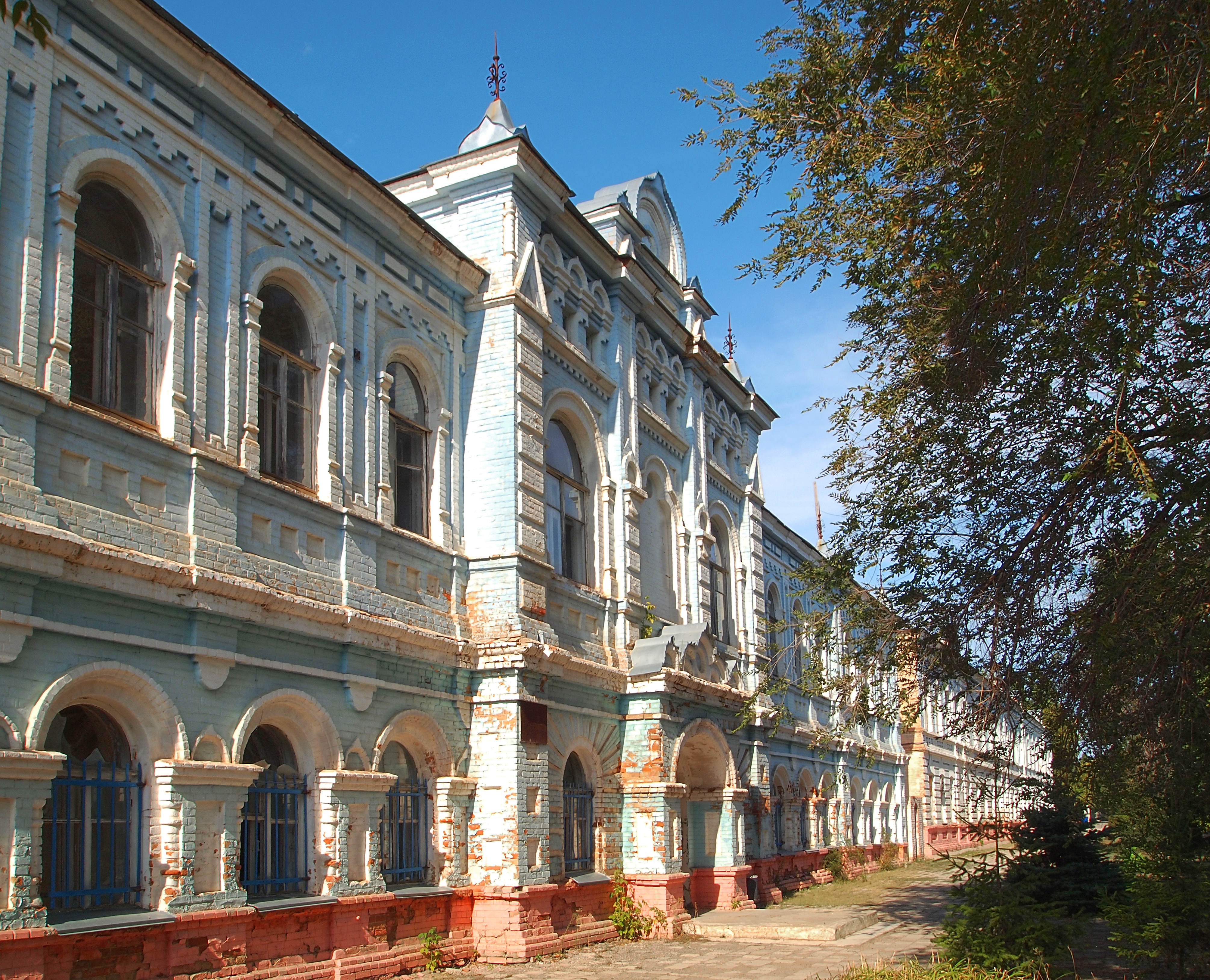
Здание реального училища

В Новоузенске работает филиал Саратовского музея краеведения.
8 июня 1910 в городе родился доктор ветеринарных наук, профессор Комаров Николай Михайлович, закончивший Саратовский зооветеринарный институт. Автор, разработчик «подвижной дезинфекционной установки», названной впоследствии Дезинфекционной установкой Комарова, авторское свидетельство № 68359, 1947 г. Выпускается с 1950 г. до настоящего времени и известна всем ветеринарным врачам под аббревиатурой ДУК. Комаров Н. М. занимался проблемами аэроионизации в сельском хозяйстве, развивая идеи Чижевского А. Л. Под его руководством была проведена первая Всесоюзная конференция по искусственной аэроионизации в животноводстве. Работал над проблемами вентиляции в животноводческих помещениях, выпустил монографию «Вентиляция в животноводческих помещениях». Один из авторов аэроионовентиляционной установки. Под его руководством защищено 22 кандидатские и 3 докторские диссертации. Был вице-президентом Международного общества зоогигиенистов. Опубликовал более 200 работ по вопросам зоогигиены.

## Население
Динамика численности населения по годам:
| 1889  | 1910  | 1923  |
| ----- | ----- | ----- |
| 12497 | 16452 | 15211 |

| 1856    | 1890    | 1897    | 1913    | 1931    | 1939    | 1959    | 1970    | 1979    |
| ------- | ------- | ------- | ------- | ------- | ------- | ------- | ------- | ------- |
| 5500    | ↗12 497 | ↗13 300 | ↗18 000 | ↘12 800 | ↗12 848 | ↘12 843 | ↗13 398 | ↗14 536 |
| 1989    | 1992    | 1996    | 1998    | 2001    | 2002    | 2003    | 2005    | 2006    |
| ↗16 589 | ↗16 900 | ↗17 300 | ↗17 600 | ↗17 800 | ↘16 881 | ↗16 900 | →16 900 | →16 900 |
| 2007    | 2009    | 2010    | 2011    | 2012    | 2013    | 2014    | 2015    | 2016    |
| →16 900 | ↘16 873 | ↗17 011 | ↘16 967 | ↘16 770 | ↘16 581 | ↘16 417 | ↘16 331 | ↘16 035 |
| 2017    | 2018    | 2019    | 2020    | 2021    |         |         |         |         |
| ↘15 929 | ↘15 665 | ↘15 374 | ↘15 122 | ↗15 216 |         |         |         |         |

На 1 января 2025 года по численности населения город находился на 775-м месте из 1124 городов Российской Федерации.

## Фотогалерея

### Город на фотографиях

Виды города
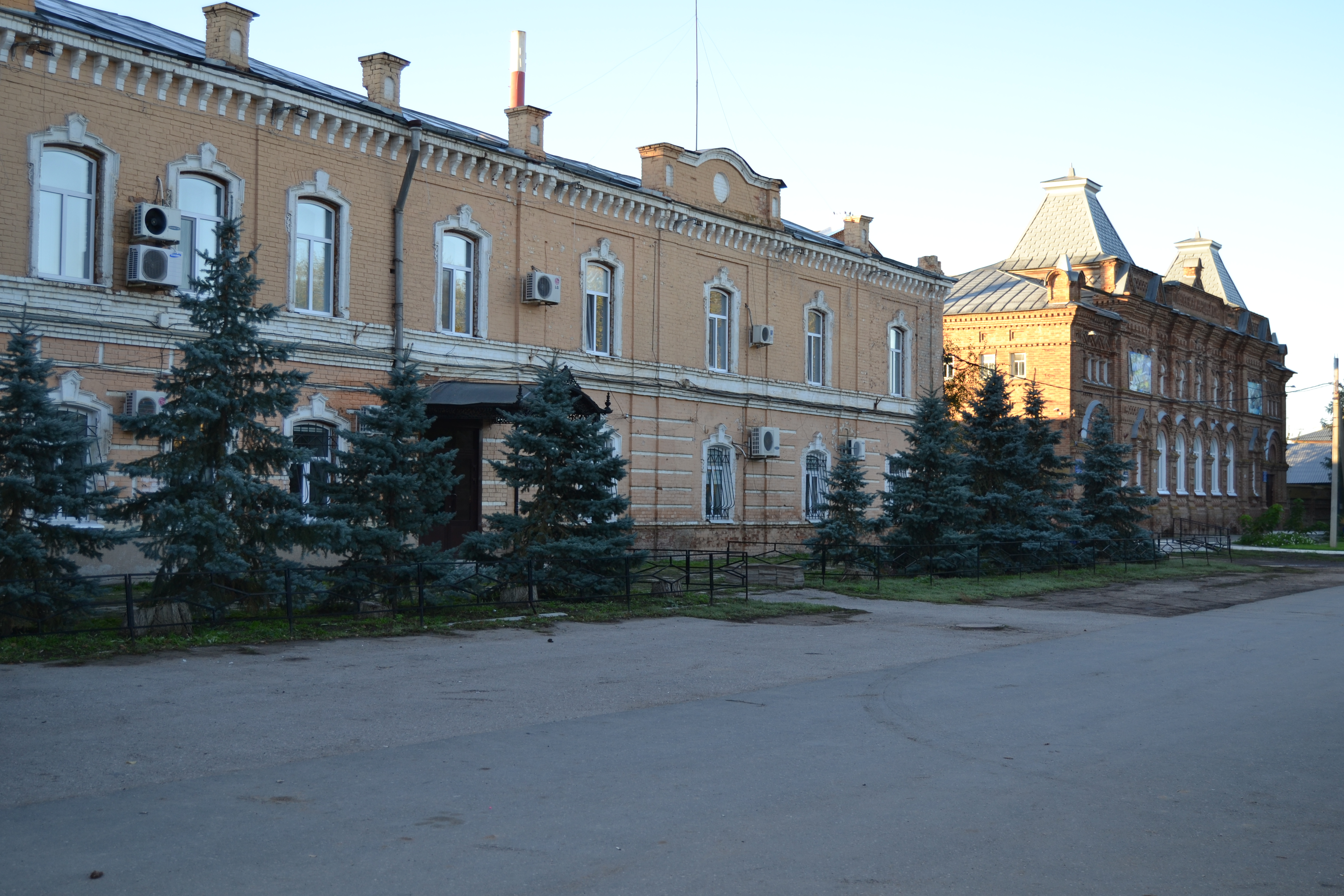
Архитектура города
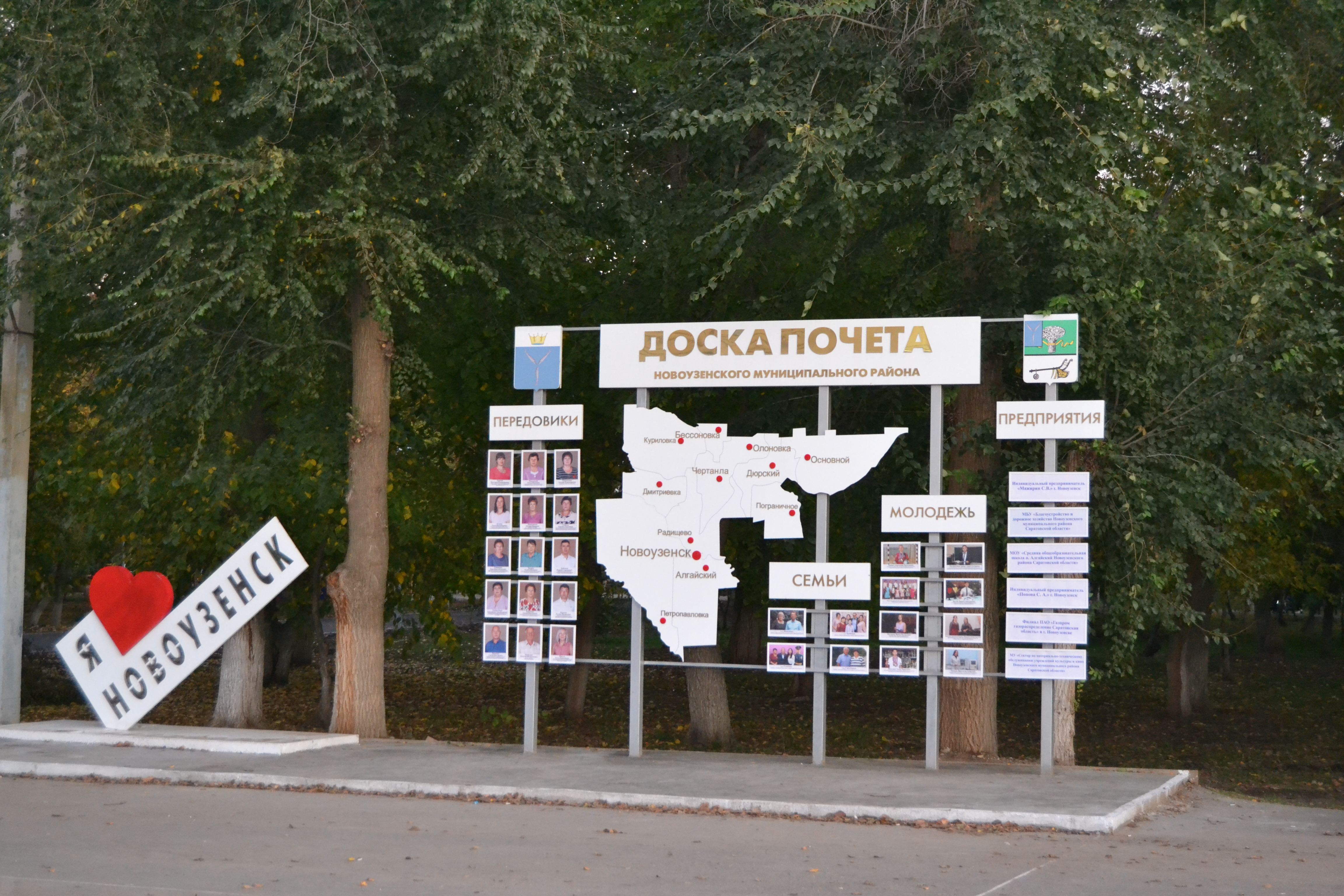
Доска почёта
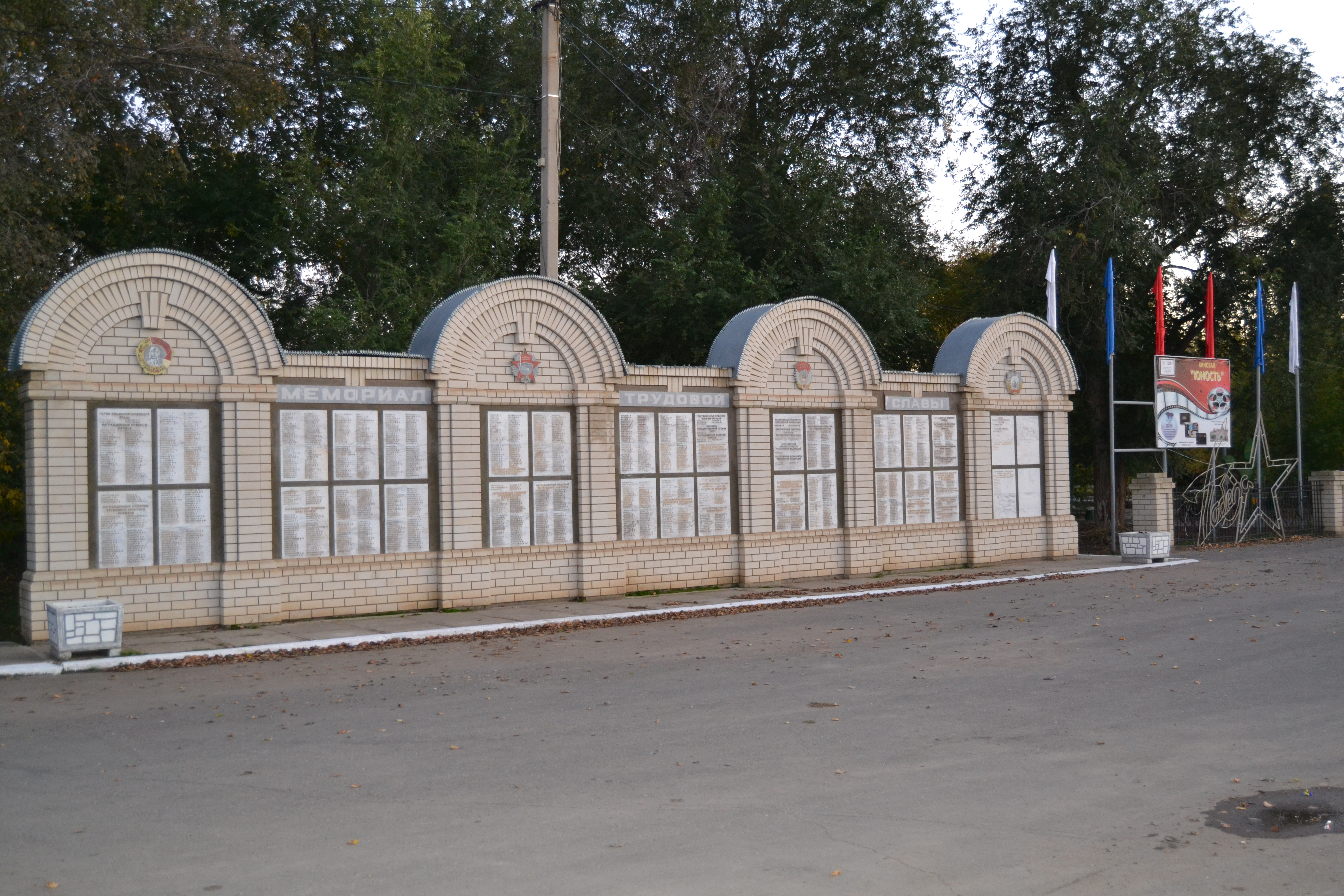
Мемориал Трудовой Славы
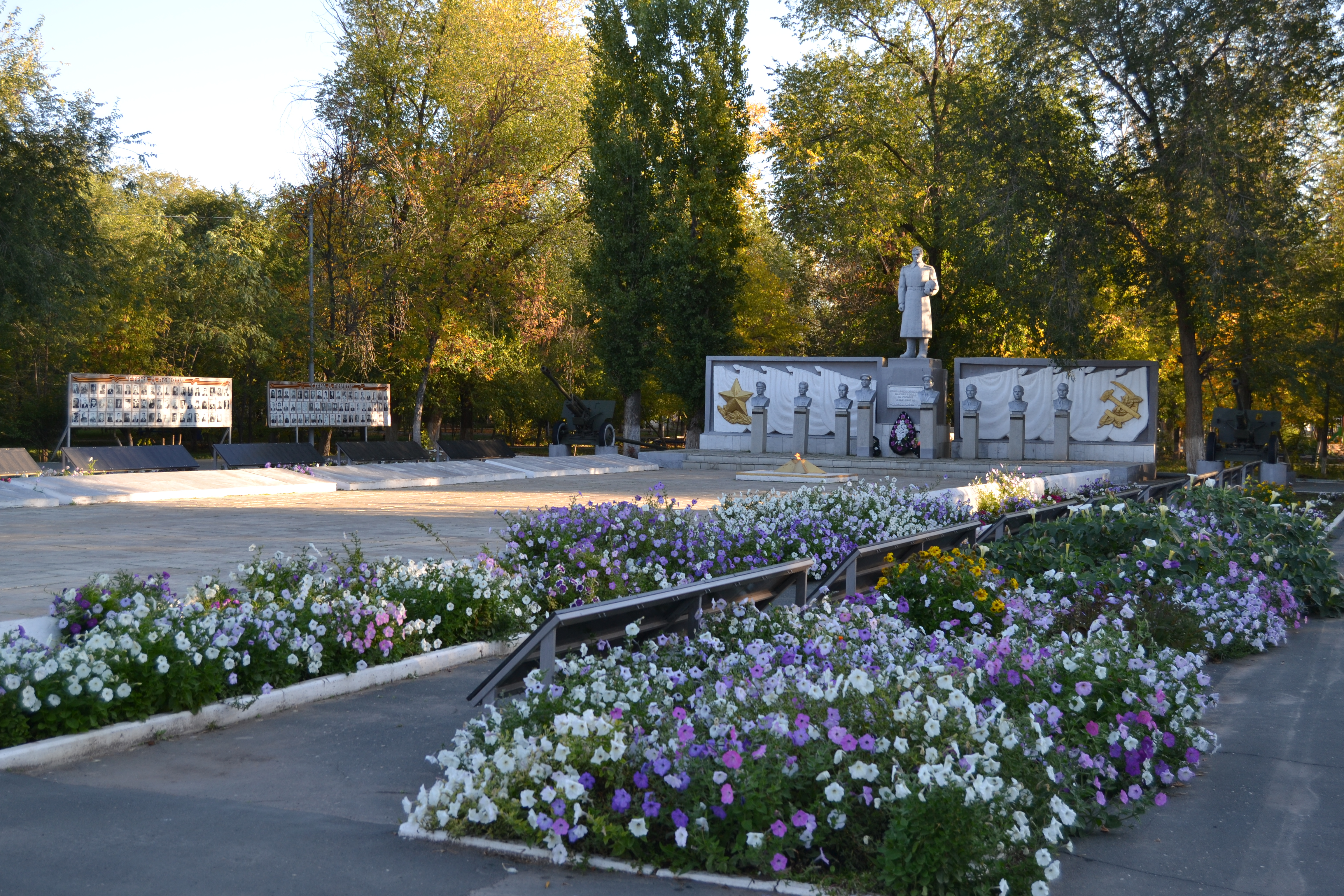
Вечный огонь
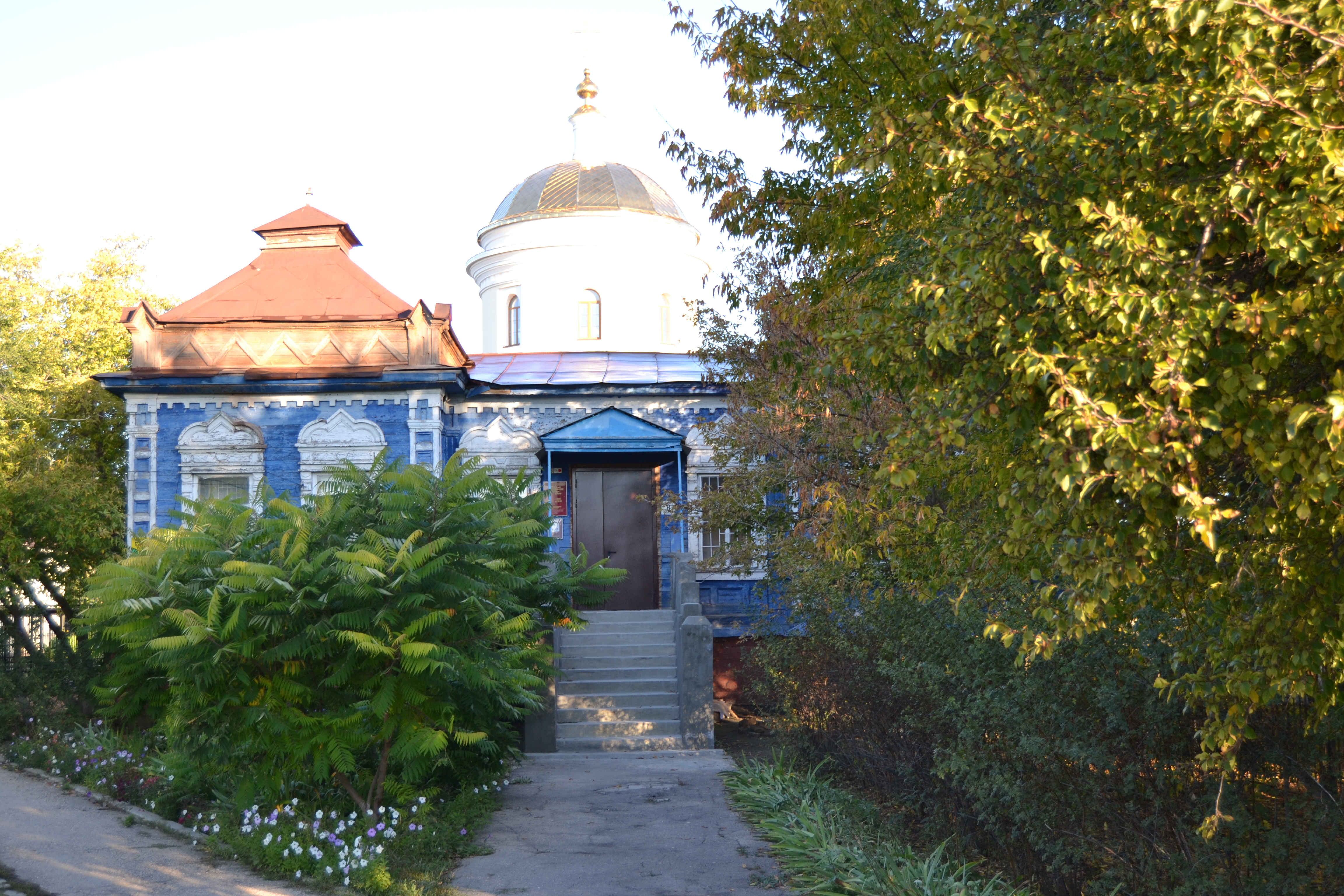
Краеведческий музей

Виды города
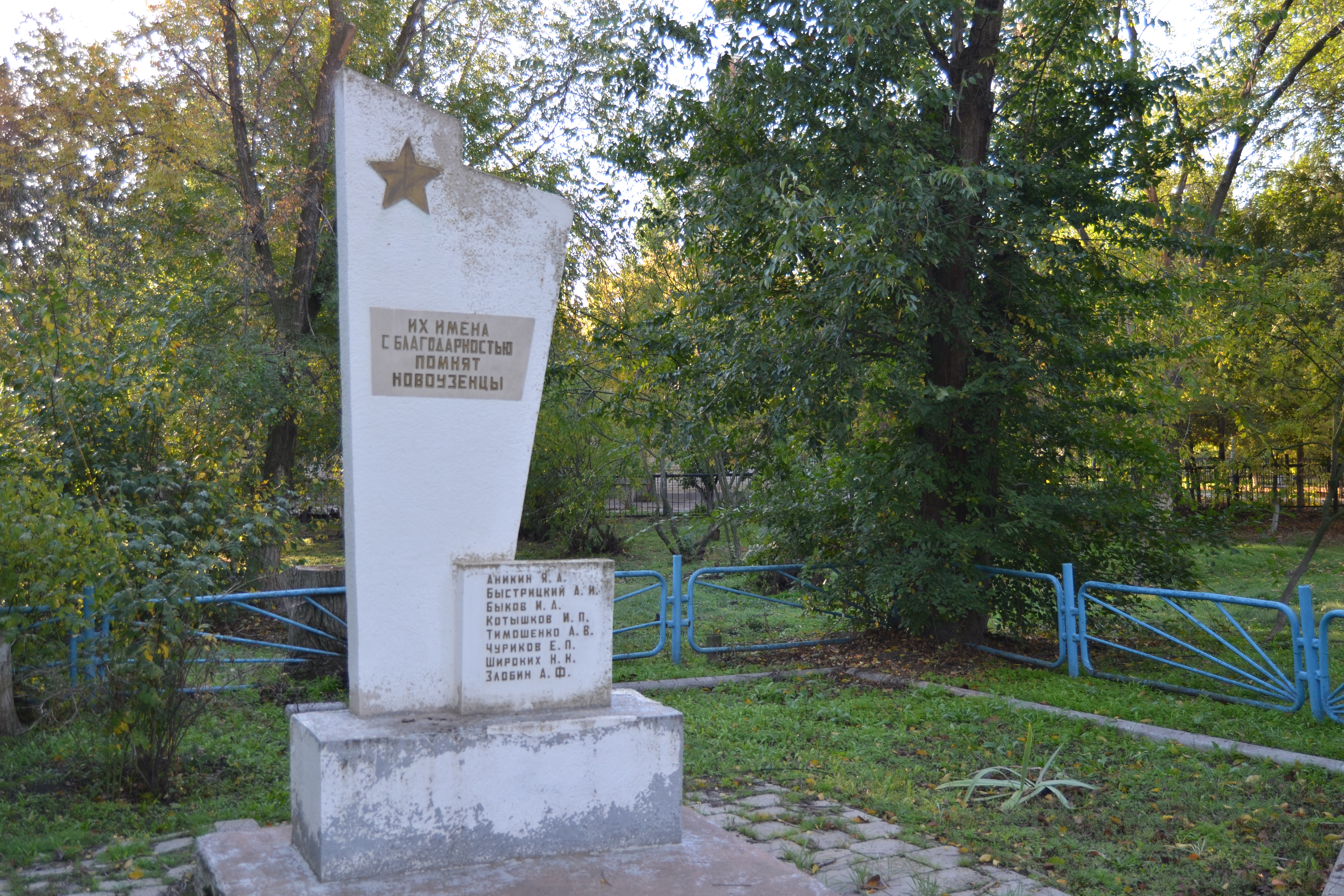
Памятник Героям революции
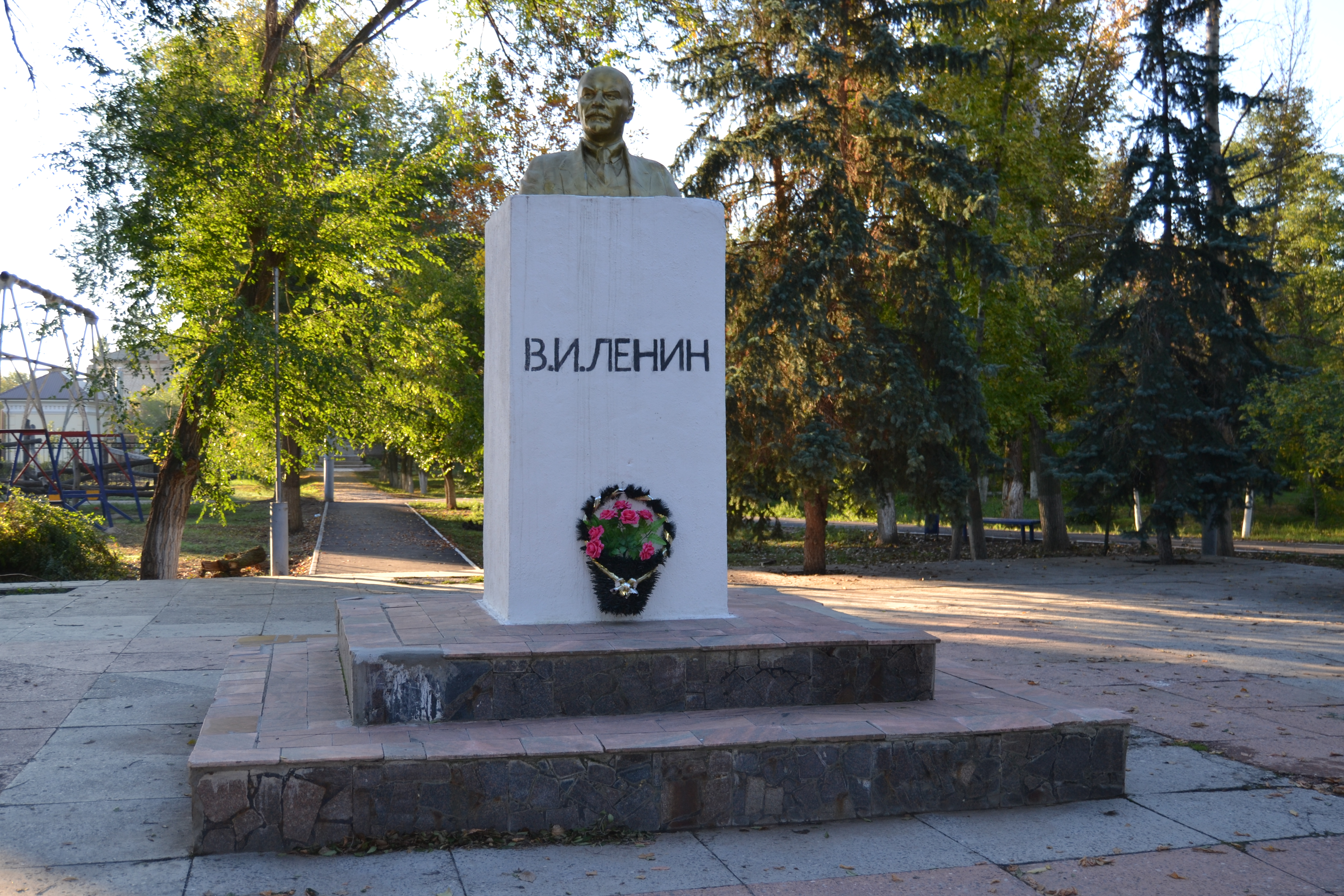
Памятник Ленину
Памятник Борцам революции

Виды города
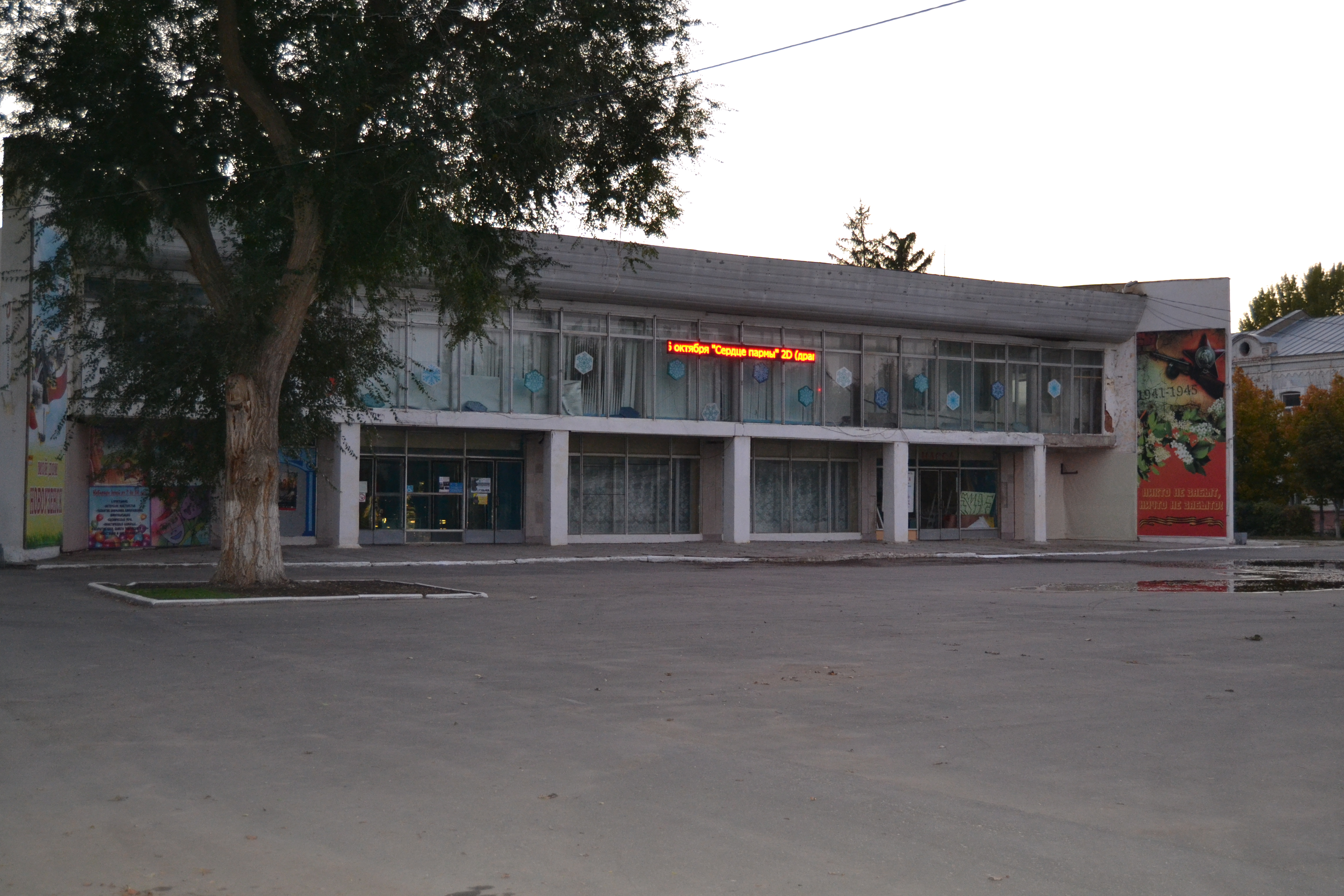
Кинотеатр
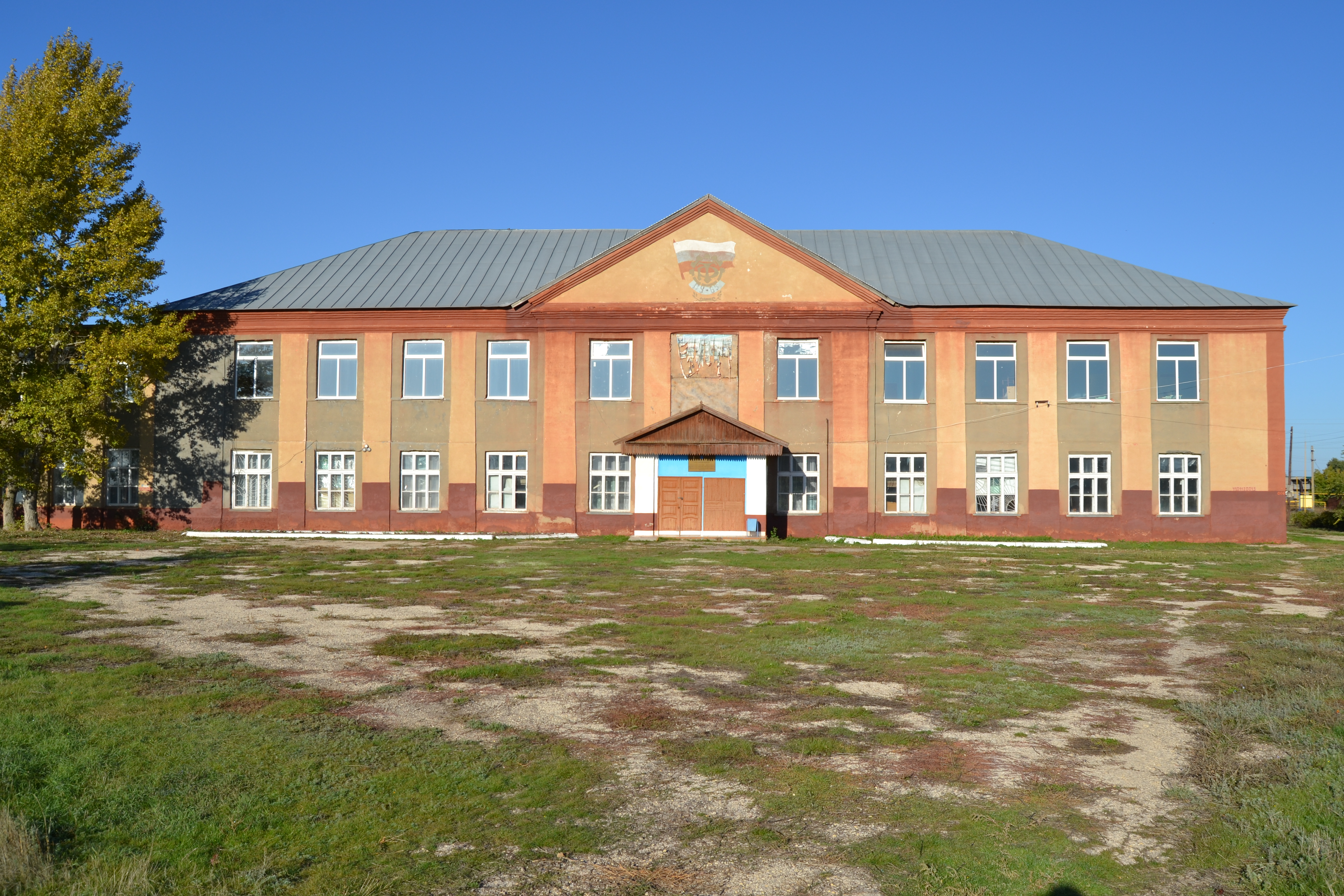
Профессиональный лицей
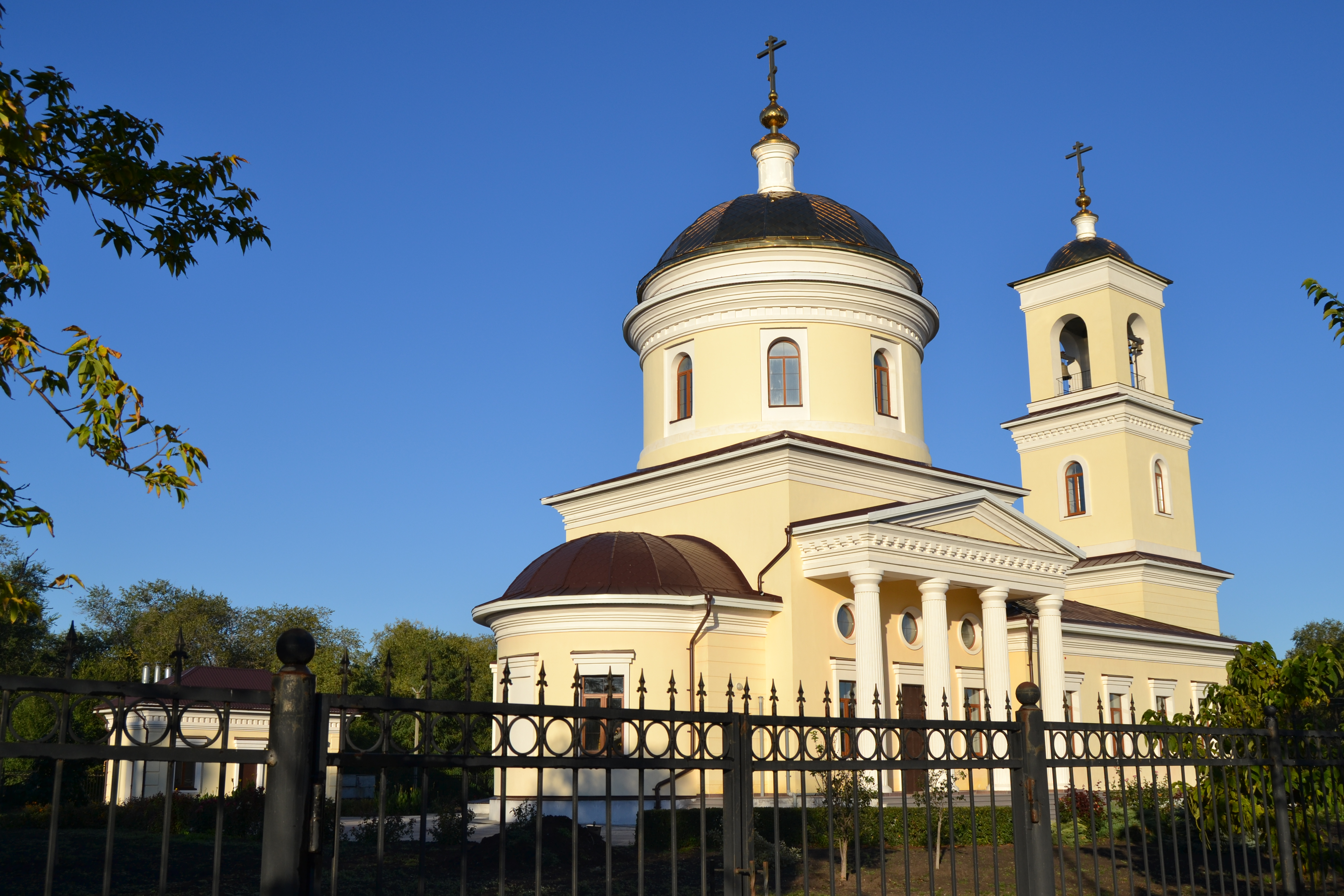
Соборный храм
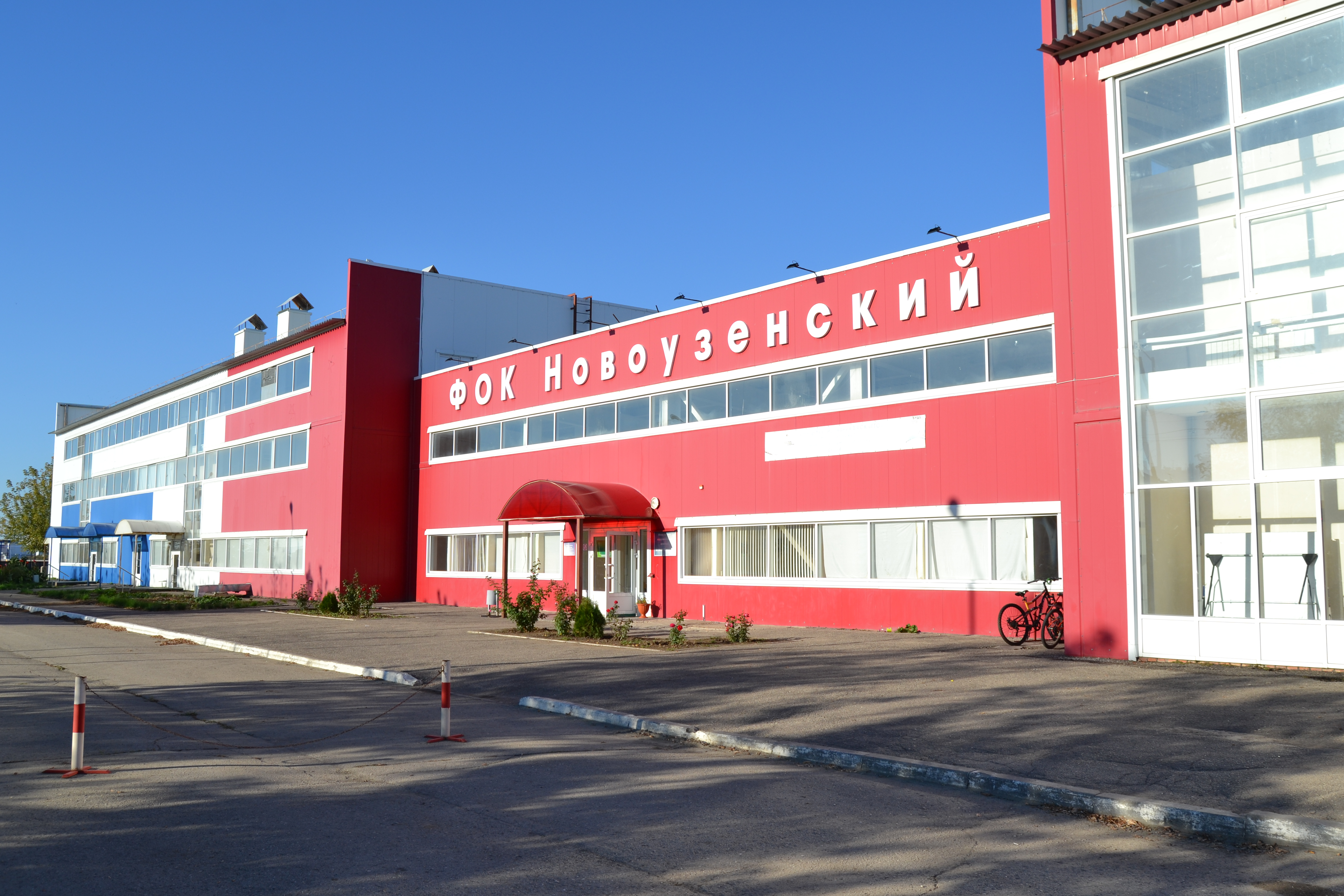
ФОК Новоузенский
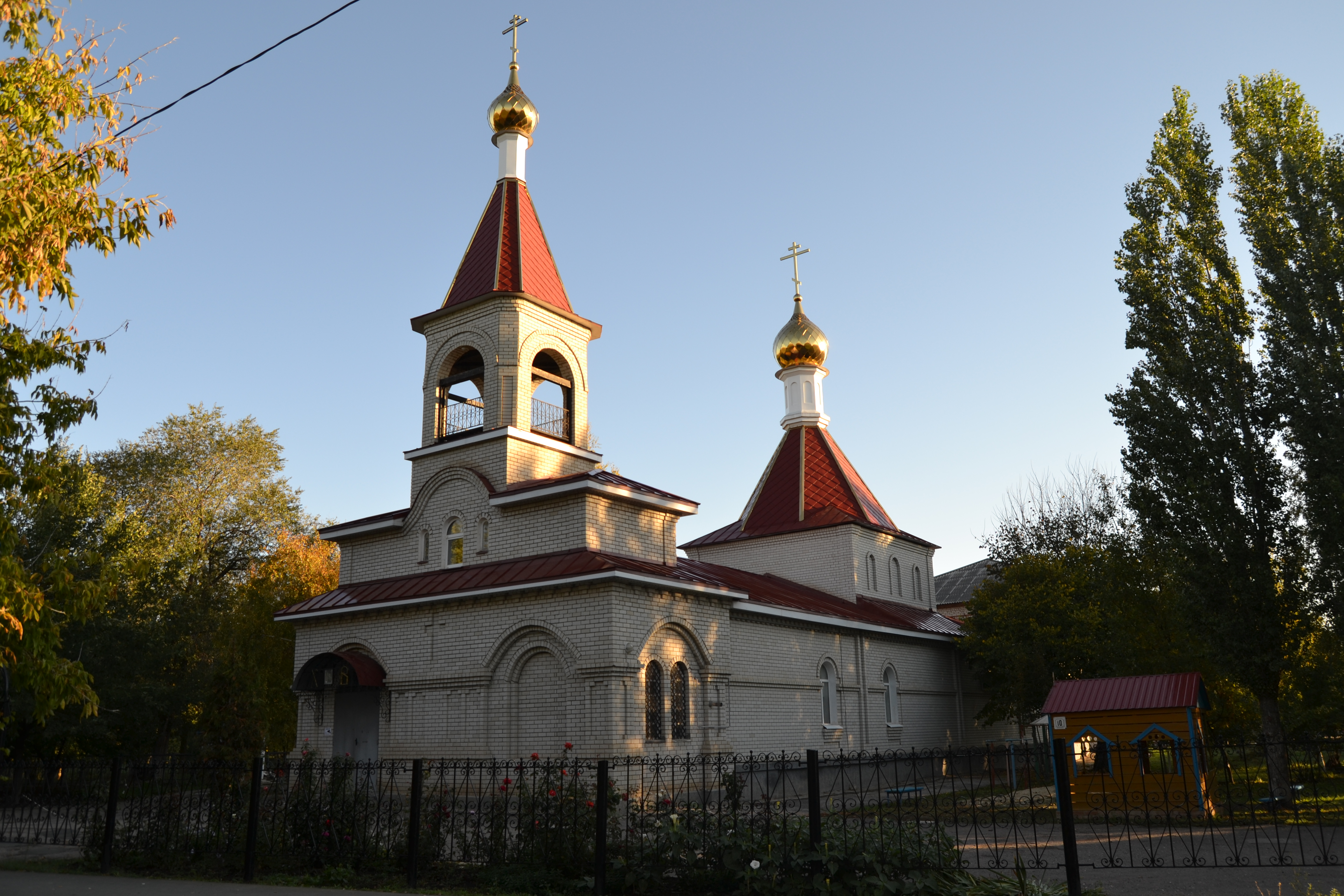
Храм св. Екатерины